# Manilkara sideroxylon
Manilkara sideroxylon är en tvåhjärtbladig växtart som först beskrevs av August Heinrich Rudolf Grisebach, och fick sitt nu gällande namn av Marcel Marie Maurice Dubard. Manilkara sideroxylon ingår i släktet Manilkara och familjen Sapotaceae. Inga underarter finns listade i Catalogue of Life.